# Morristown (Dacota do Sul)
Morristown é uma cidade  localizada no estado norte-americano de Dacota do Sul, no Condado de Corson.

## Demografia
Segundo o censo norte-americano de 2000, a sua população era de 82 habitantes.
Em 2006, foi estimada uma população de 85, um aumento de 3 (3.7%).

## Geografia
De acordo com o United States Census Bureau tem uma área de
0,9 km², dos quais 0,9 km² cobertos por terra e 0,0 km² cobertos por água. Morristown localiza-se a aproximadamente 687 m acima do nível do mar.

## Localidades na vizinhança
O diagrama seguinte representa as localidades num raio de 52 km ao redor de Morristown.